# Pencahue
Pencahue é uma comuna da província de Talca, localizada na Região de Maule, Chile. Possui uma área de 956,8 km² e uma população de 8.315 habitantes (2002).